# 巴雷焦
巴雷焦（義大利語：Bareggio），是意大利米兰省的一个市镇。总面积11平方公里，人口17180人，人口密度1561.8人/平方公里（2009年）。国家统计（ISTAT）代码为015012。